# Een vlucht regenwulpen (film)
Een vlucht regenwulpen is een Nederlandse film uit 1981 van Ate de Jong, gebaseerd op de gelijknamige roman van Maarten 't Hart. De internationale titel van de film is A Flight of Rainbirds.

## Verhaal
De 34-jarige celbioloog Maarten lijkt de perfecte man: hij is succesvol in zijn werk, geliefd bij zijn vrienden, een voorbeeldig vrijgezel en hij zorgt goed voor zijn zwakke moeder. Wat niemand weet is dat hij nog nooit een afspraakje heeft gehad, laat staan het bed met een vrouw gedeeld. Zijn alter ego, die onregelmatig opduikt in zijn fantasie, kondigt aan dat, tenzij hij naar bed gaat met een vrouw, hij over zeven dagen zal overlijden en naar de hel gaat. Ten einde raad benadert hij een vrouw om in ruil voor geld met hem naar bed te gaan, maar zij toont geen belangstelling.
Maarten ziet vervolgens in zijn labpartner Janny de ideale partner, maar hij heeft geen moed haar te verleiden. Door zijn streng calvinistische opvoeding beschouwt hij seks als iets heiligs, dat men niet uit plezier kan hebben, maar enkel voor voortplanting. Zelfs dat laatste dreigt overbodig te worden; voor zijn werk houdt hij zich bezig met klonen; voortplanting zonder dat er seks aan te pas komt. Onder druk van zijn brutale alter ego benadert hij verschillende vrouwen, maar hij heeft interesse in slechts één persoon: Martha, een getalenteerde pianiste op wie hij al van kinds af aan verliefd is. Hij durfde haar nooit toe te spreken en sinds ze hem zag vechten op school, heeft zij ook geen positieve herinneringen aan hem.
Onderweg naar Zwitserland ontmoet Maarten een oude bekende, Adrienne. Zij toont veel interesse in hem en ze brengen een avond met elkaar door. Maarten wordt door zijn alter ego aangemoedigd met haar naar bed te gaan, maar hij heeft wederom de moed niet. Tijdens een klimtocht in de bergen met Adrienne en zijn beste vriend Jacob raakt hij betrokken bij een ernstige val. Diezelfde dag betrapt hij Jacob, die getrouwd is met Jacqueline, in bed met Adrienne. Hij geeft zijn kansen bij Adrienne op en keert terug naar huis.
Geheel tot de teleurstelling van zijn alter ego geeft Maarten, die op dat moment nog drie dagen te leven heeft, zijn levenslust op. Totdat hij plotseling een melding krijgt van een schoolreünie, waarbij ook Martha aanwezig zal zijn. Zij is een ongelukkig getrouwde huisvrouw met een aantal kinderen. Maarten komt al snel tot de conclusie dat ze een compleet veranderde vrouw is en dat ze het niet meer zo nauw neemt met het geloof. Om die reden gaat hij bewust niet in op haar avances. Hij stort zich op de zorg voor zijn moeder. Na haar overlijden weet hij eindelijk zijn gereformeerde opvoeding los te laten en hij deelt het bed met de zus van Martha.

## Rolverdeling
| Acteur                | Personage                       |
| --------------------- | ------------------------------- |
| Jeroen Krabbé         | Maarten van Leerdam / alter ego |
| Marijke Merckens      | Moeder                          |
| Henriëtte Tol         | Zus van Martha                  |
| Claire Wauthion       | Adrienne Ponchard               |
| Huib Rooymans         | Jacob                           |
| Willeke van Ammelrooy | Martha                          |
| Rijk de Gooyer        | Bovenmeester                    |
| Femke Boersma         | Verpleegster                    |
| Loes Luca             | Automobiliste                   |
| Simone Kleinsma       | Laborante Janny                 |
| Margot Keune          | Jacqueline                      |
| Elja Pelgrom          | Hoer                            |
| Peter Tuinman         | Vader                           |
| Paul van Gorcum       | Ouderling                       |
| Hans Veerman          | Ouderling                       |
| Eric Plooyer          | Man Martha                      |
| Adrian Brine          | Dokter                          |
| Barbara Masbeck       | Lelijk meisje                   |
| Nel Kars              | Doktersassistente               |
| Kika Keus             | Meisje op eiland                |
| Bastiaan Klap         | Jongen op eiland                |
| Mike Bendig           | Maarten (5 jaar)                |
| Thijs Janssen         | Maarten (15 jaar)               |
| Igor Binsbergen       | Jacob (15 jaar)                 |
| Tycho Plooyer         | Vriend Martha                   |
| Paulette Werner       | Martha (15 jaar)                |

## Achtergrond
Toen de verfilming werd aangekondigd, werd deze als riskant beschouwd. Het zou een onmogelijke opgave zijn 't Harts roman om te zetten in beelden en dialoog. Voor Jeroen Krabbé was het zijn eerste hoofdrol in een film. Ate de Jong was hier aanvankelijk op tegen. Krabbé was destijds populair geworden door zijn rol in de televisieserie Twee op de wip, terwijl De Jong liever een acteur zag die voldeed aan het imago van personage Maarten.
De film werd met gemengde gevoelens ontvangen. Filmcritica Joyce Roodnat vond Krabbé ongeloofwaardig als Maarten, omdat "het onmogelijk [lijkt] dat deze Maarten nooit de aandacht van een vrouw zou hebben getrokken". Niettemin viel de film goed in de smaak bij het publiek. Matthijs van Heijningen kreeg de reputatie van een geslaagde filmproducent en De Jong kreeg ook meer aanzien. Er was sprake van een toekomstige samenwerking, maar ze kregen ruzie over geldzaken.

## Locaties
Voor de film werden opnamen gemaakt in Maasdijk, Maasland (Commandeurspolder), Leiden (Hortus Botanicus, Van der Werfpark, Jan van Goyenkade, politiebureau), Amsterdam (Spinoza-Lyceum), Westbroek en Bern in Zwitserland.
1896-1909 · 1910-19 · 1920-29 · 1930-39 · 1940-49 · 1950-59 · 1960-69 · 1970-79 · 1980-89 · 1990-99 · 2000-09 · 2010-19
· 2020-29